# Sierra de Andilla
La sierra de Andilla es una alineación montañosa situada en las estribaciones orientales del Sistema Ibérico, en el límite entre las comarcas valencianas del Alto Palancia y los Serranos, y la aragonesa de Gúdar-Javalambre .
La sierra de Andilla se considera una unidad dentro del sistema o conjunto formado por la Sierra de Javalambre y la Sierra Calderona o de Portaceli, siendo la de Andilla una especie de enlace entre estas dos. La altitud que presenta la sierra es notable, destacando la Bellida a 1.510 msnm, la Veteta con 1.434 m o la Peñaparda con 1.323 m.
La sierra limita al norte con el macizo de Javalambre, por el oeste se encuentra la alineación montañosa de la sierra del Toro, por el este la hoya de las Alcublas separa la sierra de Andilla de la Calderona y al sur la sierra Alcotas. La rambla de Artaix recoge la mayor parte de las aguas superficiales de la sierra a través de los numerosos barrancos y ramblas, como la de Andilla o la de las Alcublas.
Los municipios que rodean la sierra son Bejís, Sacañet, Alcublas y Andilla (de donde toma el nombre). En la parte aragonesa s eencuentra el municipio de la Abejuela .

## Vegetación
En la actualidad, el pinar de repoblación figura como la formación vegetal más representativa, que se ha extendidp a expensas de otras especies como el pino carrasco (Pinus halepensis) y el pino resinero (Pinus pinaster), desplazando notablemente a la vegetación nativa caracterizada por los bosques de carrasca (Quercus ilex rotundifolia), acompañadas de arbustos como el lentisco (Pistacea lentiscus).
También se pueden encontrar formaciones de roble valenciano (Quercus faginea) acompañadas de especies arbustivas variadas como el boj (Buxus sempervirens) situadas en las umbrías, así como masas de pino silvestre (Pinus sylvestris) o pino laricio (Pinus nigra); o masas de sabina, representados por la variedad ibérica (Juniperus thurífera), la montañosa (Juniperus sabina), el enebro (Juniperus communis), y el erizo (Erinacea anthyllis), en los enclaves climáticamente más rigurosos.